# هربرت ارنبرگ
هربرت ارنبرگ (انگلیسی: Herbert Ehrenberg; زاده ۲۱ دسامبر ۱۹۲۶ – درگذشته ۲۰ فوریهٔ ۲۰۱۸) سیاستمدار و اقتصاددان اهل آلمان بود.
هربرت ارنبرگ در ۲۰ فوریه ۲۰۱۸، در سن ۹۱ سالگی درگذشت.